# خلدون ناجي معروف
خلدون ناجي معروف بن عبد الرزاق العبيدي الأعظمي، مؤرخ عراقي درس التاريخ في جامعة بغداد وألف فيه مجموعة من الكتب، وهو عضو المجمع العلمي العراقي، وينتمي لقبيلة العبيد العربية الزبيدية القحطانية الحميرية، وأهل مدينة الأعظمية في بغداد أغلبهم من أبناء هذه القبيلة، وهو ابن المؤرخ ناجي معروف وابن عم المؤرخ بشار عواد معروف.

## نشأته
ولد في الأعظمية عام 1944م، وبها نشأ وتعلم القرآن في صغره عند الكتاتيب، ثم أكمل دراسته الأولية في مدارس الأعظمية، وتخرج من دار المعلمين العالية.

## مقالاته
ومن دراسات الدكتور خلدون ناجي معروف «جوانب من التعليم اليهودي ببغداد» ومقاله الآخر: «لمحات عن يهود العراق في العهد العثماني» ومقاله الثالث: «يهود العراق في العصر الحديث»، ومقاله الرابع: «اليهود والصهيونية في فترة الاحتلال البريطاني المباشر للعراق»، ومقال شموئيل موريه «يهود العراق ومساهماتهم في الثقافة العراقية».

## مؤلفاته
كان الاستاذ خلدون متخصصا في الدراسات اليهودية وله الكثير من المؤلفات المطبوعة ومنها:
- الأقلية اليهودية في العراق بين سنة 1921 و 1952م - الجزء 2 - 1976.
- القوانين والأنظمة والبيانات العراقية الخاصة بفلسطين والفلسطينيين - 1976.
- المدخل في تاريخ الحضارة العربية - بغداد - 1960م.
- المدرسة الشرابية - بغداد - 1961م.
- خطط بغداد - بغداد - 1962م.
- تثنية الأسماء التاريخية - بغداد - 1963م.
- التوقيعات التدريسية - بغداد - 1963م.
- عروبة المدن الإسلامية - بغداد - 1964م.
- المدارس اليهودية في بغداد ببغداد وواسط ومكة - بغداد - 1964م.[2]

## وفاته
توفى عام 2008